# Фрідмон
Фрідмон — гіпотетична частинка, зовнішня маса і розміри якої малі, а внутрішні розміри і маса можуть перевершувати зовнішні у багато разів за рахунок ефектів викривлення простору в загальній теорії відносності. Припущення про існування таких частинок було зроблено в 1966 році академіком М. О. Марковим. У ряді робіт показано взаємозв'язок гіпотетичної частинки і «закритого світу», описаного російським вченим Олександром Олександровичем Фрідманом, на честь якого частинка і була названа. Марков стверджував, що фрідмон має конкретний внутрішній об'єм. В теорії показано відсутність принципових суперечностей в можливості існування Всесвіту у вигляді фрідмона. Як фрідмон можна розглядати всі всесвіти багатовимірного часу. Стабільність подібної системи, однак, виявилася надзвичайно низькою, так що існування фрідмонів вважається практично неможливим.